# Гиганты в Библии
Библейские гиганты (от греч. Γίγας; в русской традиции «исполины») — название людей необыкновенного телосложения в собрании переводов Танаха на древнегреческий язык — «Септуагинте» (перевод выполнен александрийскими переводчиками III—I веков до н. э.). Этим словом обычно переводятся два еврейских слова — нефилим и рефаим.
Также к гигантам принадлежал ряд героев, упоминающихся в Библии, например, Голиаф (1Цар. 17: «единоборец, по имени Голиаф, из Гефа; ростом он — шести локтей и пяди»); Сиппай (1Пар. 20:4: «Совохай Хушатянин поразил Сафа [Сиппая], одного из потомков рефаимов») и др.

## Нефилимы
Нефилимы (ивр. נפלים‎, см. Быт. 6:4) — вымершая раса, населявшая землю до потопа и происходившая от «сынов Божьих» (ивр. בני האלהים‎ — Benei HaʼElōhīm («Бнеи Элогим»); греч. ϒἱοὶ τοῦ Θεοῦ) и «дочерей человеческих».
В интерпретации некоторых богословов, «сыны Божьи» здесь означают потомков Сифа, а «дочери человеческие» — потомков Каина. По другим представлениям, «сынами Божьими» были падшие ангелы, сошедшие с небес, вступавшие в брак с земными женщинами.
В Чис. 13:33 израильтяне, посетившие земли в Палестине, назвали этим же словом её доизраильское население, одновременно назвав их «сынами Енаковыми». Они носили также название «гибборим» (ивр. גברים‎, «могучие люди»).

## Рефаимы
Рефаимы (רפאים) — общее название доханаанского (первого из двух периодов эпохи патриархов, относящейся к 2000—1700 годам до н. э; то есть до библейского Ханаана, впоследствии Финикии) населения, жившего по обоим берегам Иордана и отличавшегося своим непомерно высоким ростом (см. Втор. 3:11 / 2Цар. 21:16—22 / 1Пар. 20:4, 1Пар. 20:6, 1Пар. 20:8).
В рассказе ο войне четырёх царей (Быт. 14:1 и сл.) среди народов, ими побеждённых, упоминаются также рефаим, замзуммим, эмим и хори, которых Второзаконие («Втор. 2, 10 и сл.») считает аборигенами Палестины. Рефаимы уподобляются анакимам (англ. Anakim).
За исключением одних лишь хоритов, всем этим народам приписываются огромная сила и высокий рост. Накануне завоевания израильтянами Ханаана из всех рефаимов оставался в живых только один Ог, царь башанский, к востоку от Иордана («Втор. 3:11»). Рефаимы жили в древности у Эфраимских гор (Нав. 17:15; «гора Ефремова»), а название «долина рефаимов» указывает, что их местопребывание было вблизи Иерусалима (Нав. 15:5; Нав. 18:16). В эпоху Давида, очевидно, родиной этих гигантов служил город Гат (Геф; см. 1Пар. 20:6-8; «сражение в Гефе»).
Потомками рефаимов в Библии названы филистимские гиганты Голиаф (евр. Гольят; 1Цар. 17:49-51), его брат Лахмий (1Пар. 20:5), Иесвий («обитающий на высоте»; евр. Ишби бе-Ноб) и другие исполинские воины из потомства рефаимов, поименованные в Книге Самуила (2Цар. 21:15—22).